# الدوري البلجيكي الممتاز 1910-11
الدوري البلجيكي الممتاز 1910-11 (بالفرنسية: Championnat de Belgique de football 1910-1911)‏ هو الموسم 16 من  الدوري البلجيكي الممتاز. أقيم بتاريخ 18 سبتمبر 1910، والذي يشرف على تنظيمه الاتحاد الملكي البلجيكي لكرة القدم، وكان عدد الأندية المشاركة فيه  12، وفاز فيه سيركل بروج.